# District de Yarwein-Mehnsohnneh
Le district de Yarwein-Mehnsohnneh est une subdivision du comté de Nimba au Liberia. 
Les autres districts du comté de Nimba sont :
- Le district de Gbehlageh
- Le district de Saclepea
- Le district de Sanniquelleh-Mahn
- Le district de Tappita
- Le district de Zoegeh